# Истборн
Ѝстборн (на английски: Eastbourne, най-близко до Ийстборн) е град на южното крайбрежие на Англия, графство Източен Съсекс.
Населението му е 97 992 owtr по данни от преброяването през 2009 г.
Градът е популярен морски курорт, до протока Ла Манш, на 87 км югоизточно от Лондон и се слави като най-слънчевия град в Обединеното кралство. Средната августовска температура е 14,4 – 20,5 по Целзий.
Известен е основно с туризъм и често е домакин на конференции. През 2010 г. там се провежда детска конференция.
Основателите на марксизмо Маркс и Енгелс често посещават града. Прахът на Енгелс е разпръснат от известната Beachy Head cliff – морска скала, която е с лоша слава като лобно място на самоубийци.

## Личности
Починали
- Джон Бодкин Адамс, лекар и сериен убиец